# 梨泰院Class
《梨泰院Class》（：／ Itaewon Keullasseu），為韓國JTBC於2020年1月31日播出的金土連續劇，由《雲畫的月光》的金成允導演與漫畫原著趙光真作家合作打造。此劇改編自編劇的同名漫畫，講述父親在一場意外中去世，在不合理的世界中，兒子在首爾梨泰院開設小酒館，並向害死他爸爸的人報復的故事。
Netflix於1月31日起全球同步上線。

## 演員陣容
- 劇中角色譯名以Netflix（官方）字幕為準

### 主要人物
| 演員                            | 角色   | 介紹 |
| 朴敘俊                          | 朴世路 | 絕不向惡勢力低頭、不輕易妥協的正直青年，喜歡吳秀娥並是吳秀娥的初戀情人。他只有國中學歷，是有真實前科的人。他無法放下爸爸無端意外過世的憤怒。後來出獄後，他為了尋找秀娥進而來到了首爾鬧區梨泰院，在那裡有來自世界各地的人，彷彿是到了海外旅行一樣。在這個自由的氣氛中，他被這條街迷住了。當他下定決心在梨泰院做生意時，面對非常昂貴的權利金和保證金，於是他用遠洋漁船、工廠、體力勞動等辛苦工作7年賺來的錢，按照計劃在梨泰院開了小酒館「甜夜」，並向張家展開反擊。後來獲因為孫兒金東尼在「甜夜」工作關係的金順萊注資助其發展「甜栗」，並成立公司「IC」成為公司代表理事。在跟昇權聊天的過程中，意識到自己其實早已喜歡以瑞。 |
| 金多美 （童年：崔明彬）         | 趙以瑞 | SNS明星級的強大網紅，是一個多才多藝的天才。因媽媽與眾不同的教育理念，她早被清楚定調走怎樣的人生道路：在名校畢業、在大企業上班、與財閥丈夫結婚，過着成功人生。但這條路讓她自己都覺得無趣，此時在她面前出現了一位與自己相反傾向的男人，是她的頭腦無法理解的情況。她於是決定讓這個不起眼的男人成為了不起的男人，放棄入讀名牌大學，成為甜夜酒館的經理，並利用自己的聰明才智，成功讓甜栗變成一家大公司「IC」。 |
| 權娜拉 （童年：玉曳璘） | 吴秀娥 | 世路的初戀情人，「長家」集團戰略計劃室室長。兒時被媽媽遺棄，在孤兒院裡長大。自尊心強，加上自我防禦機制，因此厭惡廉價的同情，唯一令她打開心扉的是世路的爸爸。雖然與世路性格不合，但因為是叔叔的兒子，所以認為他不錯。但是，她後來卻在世路敵人的公司裡工作。她比誰都支持世路，但自己卻無法像世路那樣生活下去，所以很痛苦。世路告訴她，她只是忠於生活而已，沒有做錯甚麼。對於她而言，她只是愛自己而已。她與張大熙的唯一差別，就是她仍有良知，這也成為長家失敗的關鍵。 |
| 劉宰明                          | 張大熙 | 餐飲集團「長家」會長，韓國財閥，權威主義者。他是從鍾路橋大排檔開始起家，逐漸成就集團的大亨。他的集團是一間上下關係嚴密的公司，誰都不會違背會長的話。但是以前卻出現的奇妙的逆賊，忠心的朴成悅部長的兒子世路挑戰了他的權威。結果他解僱了朴成悅部長，用自己的財富和權力搶奪世路的一切。但是世路在多年後開始進軍餐飲業，虎視眈眈地盯上自己的脖子，因此大熙抱著「雜草要連根拔起」的思想，打算把世路連根拔起。于结局中，不但被揭露犯下多项罪行，长家甚至被世路收购，导致大熙失去了一切。 |

### 甜夜酒館[註 2]
| 演員                      | 角色   | 介紹 |
| 金東希                    | 張根秀 | 甜夜酒館職員，也是張大熙的次子，卻從小遭同父異母哥哥張根原虐待，而爸爸始終袖手旁觀，各種委屈讓他討厭家中的生活。在17歲就自家中獨立了。從小就不被允許做任何事情，因此在做每件事大都很快放棄，雖然喜歡同班的以瑞，但並沒有曖昧或交往。此時，世路像他的救星一樣出現，與他同甘共苦。對他來說，毫無顧忌的世路給了他很大的刺激和影響。由於以瑞開玩笑的一句話：「如果你忍不住想擁有我的話，就接管長家吧！」，離開甜夜去「長家」幫助大熙，更因為根原入獄被漸漸培養成為「長家」接班人，但也因此变得狠心又不择手段，对昔日的‘甜栗’同事背信弃义，甚至对外揭发马贤利为变性人的事实以试图在節目「最強酒館」中打敗‘甜栗’（但最后失败）。后来认错并求得了世路等人的原谅。 |
| 劉慶秀                    | 崔昇權 | 甜夜酒館大廳職員，曾為黑社會成員。他與世路在監獄裏第一次見面，被堂堂正正的他吸引了，從此告別黑社會的生活，開始在酒館工作。雖然能力一般，但他能認真完成吩咐的事情。也常因粗獷的長相被誤會，其實是一個感情豐富及溫柔的男人。 |
| 李周映                    | 馬賢利 | 甜夜酒館廚師長。20歲時被父母打發走，後來在LCD工廠裏遇見世路，在他的勸說下成為酒館的廚師。雖然個子矮小，身材稚嫩，但性格極為刻薄，對昇權尤其嚴重。為了接受變性手術拼命地賺錢。因為有長期自炊生活的經驗，雖然會做菜，但不算是廚藝精湛，因此一開始不討經理以瑞的喜歡。後透過不斷練習嘗試和以瑞的監督，廚藝才漸漸得到認可，並在節目「最強酒館」中打敗長家，獲得第一名。 |
| 克里斯·萊昂（Chris Lyon） | 金東尼 | 非洲幾內亞出身的混血兒，父親是韓國人，甜夜酒館的打工生，在韓國尋找自己的父親。雖然後來知道父親先前因為出車禍早已去世，還是在醫院與祖母金順萊相認。 |

### 「長家」餐飲集團
| 演員   | 角色   | 介紹 |
| 安普賢 | 張根原 | 大熙的長子，根秀的同父異母哥哥，「長家」集團常務理事、「長家」集團的繼承人。他在學生時代時因欺負同班同學虎進，被世路狠狠訓了一頓，從此兩人結上了孽緣。之後更開車意外撞死世路的爸爸後逃逸更不顧而去，但是他的爸爸張大熙卻叫他不要有負罪感，從此張根原從罪惡感中解放出來，成為更加不堪的人。他很喜歡秀娥，但是她的朋友卻偏偏是世路，令兩人之間的氣氛很奇怪。最後被揭發被法庭判入獄，於第13集出獄並在馬路上偶遇自己以前在學校欺負的同學李虎進，但根原完全不認得虎進。为了报仇而绑架弟弟和以瑞，却因世路的阻拦而再次遭到逮捕并入狱。 |
| 金惠恩 | 姜敏晶 | 「長家」集團專務理事，集團共同創辦人姜寶賢的獨生女，曾在朴成悅部長下學習。她是集團的大股東，夢想著成為下任會長，而她也有這個能力。一直幫助世路及以瑞等人發展「甜栗」。 |
| 洪書俊 | 金室長 | 會長秘書。 |
| 劉多美 | 金善愛 | 大熙的秘書。 |

### 其他人物
| 演員                          | 角色   | 介紹 |
| 李大衛                        | 李虎進 | 世路以前的同學，全校成績第一名，在校期間經常被張根原無端欺負。在熬過那些想死的日子後，成功進入名校主修財務操作，然而心中未曾忘記對霸凌者根原的報復。與溫順的臉龐不同，他的性格冷靜而執着。在世路進監獄后拜訪他而後聯手，幫忙規劃世路的財產。 |
| 尹敬浩                        | 吴秉憲 | 負責交通意外肇事逃逸事件的刑警，在十多年後仍被罪惡感所困擾，但一想到女兒就不敢自首。最後還是去自首，與姜敏晶時常有聯繫。 |
| 車美京 （页面存档备份，存于） | 金順萊 | 在梨泰院裡一個瘦骨嶙峋的日收業者大嬸。乍看她很嘮叨，但並不討厭那個外國人，之後在醫院與外國人孫兒Tony Kim相認。是一個地產大戶並與張大熙是舊相識。看中世路的人品而注資予世路助其發展「甜栗」。                                                 |
| 元賢俊                        | 金熙勳 | 昇權以前的黑社會頭目，與昇權及世路一起度過了監獄生活，經常把義氣掛在嘴邊。但是實際上把錢看的比甚麼都還要重要。為了錢綁架以瑞撞了世路。 |
| 崔惟理                        | 吳惠媛 | 秉憲的獨生女，夢想著當警察。 |
| 韓藝智                        | 國福熙 | 區廳長的女兒，以瑞的高中同班同學，因被以瑞上傳欺凌同學的片段被勒令退學。為了報復所以檢舉了甜栗讓未成年人喝酒，而後又被以瑞教訓。 |

### 特別出演
| 演員           | 角色   | 介紹 |
| 孫賢周         | 朴成悦 | 世路的爸爸，「長家」集團部長。比起自己的自尊心和信念，他認為公司更重要，其理由是家庭。雖然失去了妻子，但他獨自撫養世路，總是竭盡全力地對待兒子。他希望兒子能與自己不同，能挺直腰桿有信念地生活。即使在世路被學校開除，自己被解僱之後，他仍相當支持兒子的信念，是一個好爸爸。第1集騎機車時意外地被張根原開車撞死。 |
| （青年：率濱） | 鄭恩星 | 15年前世路同班的高中同學，暗戀當時沒有朋友的世路。 |
| 洪錫天         | Philip | 梨泰院酒吧東主。 |
| 尹博           | 正賢   | 與張根秀約好去夜店玩樂的哥哥，續攤一起去了朴世路的店，因酒醉引起紛爭。 |
| 金麗珍         | 趙正敏 | 以瑞的媽媽，擁有別具一格的教育觀。她不同意女儿在「甜栗」打工，亦不认同女儿与世路相恋，但最后心软接受女儿所做的选择。 |
| 車清華         |        | 福熙的媽媽。 |
| 鄭侑敏         | 徐靜仁 | 齊亞食品家的女兒，張根原的相親對象。 |
| 徐恩秀         |        | 甜夜酒館的應徵者。 |
| 全盧民         | 都中明 | 中明控股的代表，甜夜的投資者，但後來撤資。 |
| 李準赫         | 朴俊基 | 長家的部長，代表長家參加「最強酒館」，可惜最終敗給馬賢利。 |
| 金日中         |        | 節目「最強酒館」的主持人。 |
| 姜亨碩         |        | 在醫院的蒙面護士、綁架以瑞的黑道。 |
| 朴寶劍         |        | 秀娥所開設餐廳的廚師。 |

## 原聲帶
- Part.1（發行日期：2020年1月31日）

| 曲序 | 曲目                       | 演唱   | 时长 |
| ---- | -------------------------- | ------ | ---- |
| 1.   | Still Fighting It          | 李燦率 | 5:19 |
| 2.   | Still Fighting It（Inst.） |        | 5:19 |

- Part.2（發行日期：2020年2月1日）

| 曲序 | 曲目          | 演唱 | 时长 |
| ---- | ------------- | ---- | ---- |
| 1.   | 開始（시작）  | Gaho | 3:22 |
| 2.   | 開始（Inst.） |      | 3:22 |

- Part.3（發行日期：2020年2月7日）

| 曲序 | 曲目                  | 演唱   | 时长 |
| ---- | --------------------- | ------ | ---- |
| 1.   | Stone Block（돌덩이） | 河鉉雨 | 3:29 |
| 2.   | Stone Block（Inst.）  |        | 3:29 |

- Part.4（發行日期：2020年2月8日）

| 曲序 | 曲目                    | 演唱   | 时长 |
| ---- | ----------------------- | ------ | ---- |
| 1.   | 我們的夜晚（우리의 밤） | Sondia | 4:43 |
| 2.   | 我們的夜晚（Inst.）     |        | 4:43 |

- Part.5（發行日期：2020年2月14日）

| 曲序 | 曲目                      | 演唱               | 时长 |
| ---- | ------------------------- | ------------------ | ---- |
| 1.   | You Make Me Back          | 金佑星（The Rose） | 3:14 |
| 2.   | You Make Me Back（Inst.） |                    | 3:14 |

- Part.6（發行日期：2020年2月15日）

| 曲序 | 曲目                           | 演唱 | 时长 |
| ---- | ------------------------------ | ---- | ---- |
| 1.   | 那時候的那孩子（그때 그 아인） | 金必 | 3:14 |
| 2.   | 那時候的那孩子（Inst.）        |      | 3:14 |

- Part.7（發行日期：2020年2月21日）

| 曲序 | 曲目                            | 演唱            | 时长 |
| ---- | ------------------------------- | --------------- | ---- |
| 1.   | 我們只是朋友（우린 친구뿐일까） | Sondia          | 3:48 |
| 2.   | Maybe                           | Sondia          | 3:48 |
| 3.   | Defence                         | 박성일、Fraktal | 1:22 |
| 4.   | 我們只是朋友（Inst.）           |                 | 3:48 |

- Part.8（發行日期：2020年2月22日）

| 曲序 | 曲目         | 演唱   | 时长 |
| ---- | ------------ | ------ | ---- |
| 1.   | Say          | 尹美萊 | 4:20 |
| 2.   | Say（Inst.） |        | 4:20 |

- Part.9（發行日期：2020年2月29日）

| 曲序 | 曲目             | 演唱     | 时长 |
| ---- | ---------------- | -------- | ---- |
| 1.   | With Us          | VERIVERY | 4:17 |
| 2.   | With Us（Inst.） |          | 4:17 |

- Part.10（發行日期：2020年3月6日）

| 曲序 | 曲目          | 演唱     | 时长 |
| ---- | ------------- | -------- | ---- |
| 1.   | 直進          | The Vane | 2:52 |
| 2.   | 直進（Inst.） |          | 2:52 |

- Part.11（發行日期：2020年3月7日）

| 曲序 | 曲目                  | 演唱  | 时长 |
| ---- | --------------------- | ----- | ---- |
| 1.   | 無論哪一句話          | Crush | 4:31 |
| 2.   | 無論哪一句話（Inst.） |       | 4:31 |

- Part.12（發行日期：2020年3月13日）

| 曲序 | 曲目                 | 演唱            | 时长 |
| ---- | -------------------- | --------------- | ---- |
| 1.   | Sweet Night          | V（防彈少年團） | 3:34 |
| 2.   | Sweet Night（Inst.） |                 | 3:34 |

- Part.13（發行日期：2020年3月14日）

| 曲序 | 曲目                   | 演唱  | 时长 |
| ---- | ---------------------- | ----- | ---- |
| 1.   | Brand New Way          | Damon | 2:52 |
| 2.   | Brand New Way（Inst.） |       | 2:52 |

## 收視率
| 集數       | 播出日期   | AGB收視率        | AGB收視率      |
| 集數       | 播出日期   | 大韓民國（全國） | 首爾（首都圈） |
| ---------- | ---------- | ---------------- | -------------- |
| 1          | 2020/01/31 | 4.983%           | 5.283%         |
| 2          | 2020/02/01 | 5.330%           | 5.634%         |
| 3          | 2020/02/07 | 8.013%           | 8.253%         |
| 4          | 2020/02/08 | 9.382%           | 10.692%        |
| 5          | 2020/02/14 | 10.716%          | 11.986%        |
| 6          | 2020/02/15 | 11.608%          | 12.636%        |
| 7          | 2020/02/21 | 12.289%          | 13.215%        |
| 8          | 2020/02/22 | 12.562%          | 13.990%        |
| 9          | 2020/02/28 | 13.965%          | 14.903%        |
| 10         | 2020/02/29 | 14.760%          | 16.160%        |
| 11         | 2020/03/06 | 13.798%          | 15.496%        |
| 12         | 2020/03/07 | 13.398%          | 14.817%        |
| 13         | 2020/03/13 | 13.101%          | 14.344%        |
| 14         | 2020/03/14 | 14.197%          | 15.568%        |
| 15         | 2020/03/20 | 14.661%          | 16.012%        |
| 16         | 2020/03/21 | 16.548%          | 18.328%        |
| 平均收視率 | 平均收視率 | 11.832%          | 12.958%        |

- 收視最低的集數以藍色表示，收視最高的集數以紅色表示，而空格則表示該集的收視沒有相關數據。

## 同時段作品

### 同時段競爭作品
週五六時段劇集
- Channel A 金土連續劇：《TOUCH》

週末時段劇集
- TV朝鮮 週末連續劇：《揀擇－女人們的戰爭》
- OCN 週末經典連續劇：《如實陳述》

### 同一劇集時段作品
週五六時段劇集
- SBS 金土連續劇：《Stove League》、《HYENA》

週六時段劇集
- MBC 週末特別計劃連續劇：《沒有第二次》

週末時段劇集
- tvN 週末連續劇：《愛的迫降》、《哈囉掰掰，我是鬼媽媽》

## 提名及獲獎列表
| 年度   | 頒獎典禮              | 獎項               | 入圍者             | 結果 |
| 2020年 | 第56屆百想藝術大獎    | 導演獎             | 金成允             | 提名 |
| 2020年 | 第56屆百想藝術大獎    | 男子最優秀演技獎   | 朴敘俊             | 提名 |
| 2020年 | 第56屆百想藝術大獎    | 男子配角獎         | 劉宰明             | 提名 |
| 2020年 | 第56屆百想藝術大獎    | 女子配角獎         | 權娜拉             | 提名 |
| 2020年 | 第56屆百想藝術大獎    | 男子新人演技獎     | 安普賢             | 提名 |
| 2020年 | 第56屆百想藝術大獎    | 女子新人演技獎     | 金多美             | 獲獎 |
| 2020年 | 第56屆百想藝術大獎    | 藝術獎             | 朴成日（音樂）     | 提名 |
| 2020年 | 第15屆首爾國際電視節  | 迷你劇集優秀作品賞 | 迷你劇集優秀作品賞 | 獲獎 |
| 2021年 | 第25屆亞洲電視大獎    | 最佳戲劇劇集獎     | 最佳戲劇劇集獎     | 獲獎 |
| 2021年 | 第7屆APAN Star Awards | 年度電視劇獎       | 年度電視劇獎       | 獲獎 |

## 軼事

### 宣傳片抄襲風波
韓國網友發現《梨泰院CLASS》的宣傳片有多個鏡頭和「Pause 2017」宣傳片非常相似，指出存在抄襲嫌疑，Pause Fest （页面存档备份，存于）是每年舉辦的全球創意節，也是澳洲最具影響力的科技展。引發爭議後，目前Kakao Page已經在Youtube頻道中刪除了相關影片，但在其他頻道仍可看到一部分。

### 長家LOGO抄襲風波
台灣設計師涂閔翔於4月7日在其臉書上指控：《梨泰院Class》劇中的「長家」餐飲集團Logo設計，抄襲其公司「涂設計」2017年為「牧荷精緻鍋物」所設計的Logo。此事在韓國引起討論，但設計公司目前對此事沒有回應，負責線上海外平台播放的Netflix對此事回應：「由於Netflix只是負責播出，而非負責製作這部戲，因此並不清楚製作設計時的相關內容，還要麻煩相關詢問人士直接向韓國製作單位聯絡，以獲得正確訊息，謝謝。」

## 翻拍消息
台灣大慕影藝2021年2月18日舉辦2021年度內容發布會，宣布即將開拍台版《梨泰院Class》。攜手南韓最大內容娛樂公司Kakao Page，預計同年第四季開拍，於2022年播出。
日本朝日電視台將於2022年7月播放日韓共同製作翻拍電視劇《六本木Class》，由竹内涼真主演。
中國將於2023年8月開拍與韓國共同製作翻拍電視劇《長樂未央》。

## 外部連結
- 韓國JTBC官方網站 （页面存档备份，存于）
- 韓國網路漫畫Webtoon官方網站 （页面存档备份，存于）
- 在Netflix上觀看《梨泰院Class》

| JTBC 金土劇                               | JTBC 金土劇                                   | JTBC 金土劇 |
| ----------------------------------------- | --------------------------------------------- | ----------- |
|                                           | 梨泰院Class （2020年1月31日 - 2020年3月21日） |             |
| 巧克力 （2019年11月29日 - 2020年1月18日） | 夫妻的世界 （2020年3月27日 - 2020年5月16日）  |             |